# 淑园
淑园，位于北京市西城区米粮库胡同北侧，是清朝官员陈宗蕃的私宅，后来成为许多名人的居所。

## 简介
1923年，陈宗蕃在米粮库胡同东口内北侧置地十多亩，自行设计建造了一座中西合璧的花园式别墅“淑园”。该别墅西部是住宅，东部是花园，内有假山、网球场、喷水池、山池荷塘、花草树木。出淑园北墙的旁门，便是油漆作胡同1号院庄士敦住宅；淑园周边都是明朝二十四衙门的旧址以及明清两朝的王府。中华民国初年，政府为便利交通，将北京皇城墙陆续拆除，1927年又将部分皇城墙分段招商拆卖。当时米粮库胡同东口的一段皇城墙与淑园东墙相邻，于是，陈宗蕃出资购得该段皇城墙，保留至今。
据说在1930年代，辅仁大学校长陈垣、北京大学教授傅斯年先后在米粮库1号的淑园居住。胡适主编《独立评论》时，其私宅在米粮库4号，将《独立评论》编辑部设在陈宗藩家。胡适和家人从1930年12月1日起在米粮库4号院居住，直到1937年6月18日启程到南京讨论国难，同年9月赴美国任大使。1930年代，米粮库是新文化人的聚居地。米粮库1号住有陈垣、傅斯年，3号住有梁思成、林徽因，4号住有胡适。米粮库4号的胡适家与周作人的“苦雨斋”、林徽因的“太太的客厅”都是新文化人的文化沙龙和社交场所。这也是胡适在北京八处居所（其中五处是住宅）中居住最长的一处。胡适弟子兼秘书罗尔纲在《师门五年记》一文中曾详细描述了米粮库4号胡适家。
1937年，陈宗蕃在写完《燕都丛考》后，便将淑园出售给画家陈半丁。陈宗蕃则在出售了淑园之后迁居地安门内大街以东的慈慧胡同，距离米粮库胡同不远。当时陈半丁在朋友资助下，从陈宗蕃处购得米粮库4号的一座洋楼，因为院内有园五亩，故称“五亩之园”。陈半丁的学生回忆道，当时陈半丁的住所进门迎面是山子石，院内有松林，地上种有花草、白菜、玉米、萝卜等，红砖小楼是陈半丁起居及作画之所。1951年，陈半丁将米粮库胡同的这处院子卖掉，购买了南魏胡同、新帘子胡同的两处住宅。
自1937年陈宗蕃将淑园出售给陈半丁后，淑园很可能是被一分为二。东部保留淑园的原貌。西部则重建了院落，以后西部成为大主教于斌的宅邸。
淑园东部即今米粮库胡同1号、3号在中华人民共和国成立后曾设有世界医学实验托儿所，后来是联合医院（又称五四医院）。1958年大跃进时期，成为一家半导体研究所。后来变成电视机外壳厂。自1977年邓小平入住米粮库胡同之后，淑园东部拆迁腾空，成为某军事单位的办公地。
淑园西部于斌的宅邸，在中华人民共和国成立后成为中共中央社会部宿舍，李克农、孔原同住一个院落，李克农是1950年迁入该院。据说他们住的就是胡适故居，院落较大，有一处四合院，一座二层小楼，还有一些平房。1960年代至1970年代，陈伯达也居住在淑园西部，当时陈伯达家院内有间玻璃大房子，内有个白色大浴缸。九一三事件后，陈伯达的政治生涯结束。1976年，陈伯达原先居住的院子包括围墙在内都被夷为平地，原址新建了建筑。1977年，复出后的邓小平迁居这处新建的建筑，即米粮库胡同11号（后改为米粮库胡同5号）。邓小平在此居住直到1996年12月12日因病住进中国人民解放军总医院南楼（1997年在该医院逝世）。其后邓小平的夫人卓琳继续居住在此，卓琳2009年逝世时，此处曾接受社会吊唁。